# Национален процес за реорганизация
Националният процес за реорганизация е името, дадено от военните ръководители на Аржентина в периода от 24 март 1976 до 10 декември 1983 г., по време на който страната е управлявана от поредица военни хунти. Превратът през 1976 г. сваля от власт президента Исабел Перон, вдовица на Хуан Перон.

## Характеристика на режима
Националният процес е типичен пример за военна диктатура от Студената война, насочена към премахване на левичарски, революционни и комунистически движения. Режимът използва силови методи, включително „Мръсна война“, при която хиляди опозиционери, реални или предполагаеми, са арестувани, измъчвани и „изчезнали“.

## Икономическа политика
Икономическата политика е ръководена от либерални технократи, като Хосе Алфредо Мартинес де Ос. Следват периоди на дерегулация, приватизация и външни заеми. Икономическата ситуация обаче се влошава с времето и Аржентина изпада в дългова криза.

## Малвинска война
През 1982 г. хунтата, ръководена от Леополдо Галтиери, нахлува на Фолклендските острови (Малвините), което води до Фолклендска война срещу Обединеното кралство. Загубата ускорява падането на режима.

## Край на режима
След поражението и вътрешния натиск, военната власт е принудена да предаде властта на гражданско правителство начело с президента Раул Алфонсин.